# دوچر (مجارستان)
دِوِچِر (به مجاری:  Devecser) یک منطقهٔ مسکونی در مجارستان است که در وسپرم واقع شده‌است و ۶۴٫۱۱ کیلومتر مربع مساحت و ۴٬۳۳۰ نفر جمعیت دارد.